# Unleashed in the East
Unleashed in the East è il primo album live dei Judas Priest, registrato in Giappone e pubblicato nel 1979.

## Il disco
Come il live Made in Japan per i Deep Purple, Unleashed in the East viene spesso indicato come uno dei migliori lavori dei Judas Priest.
Fatto insolito per un disco live hard rock degli anni settanta, manca quasi del tutto l'improvvisazione (tranne che sulla sola Genocide). I brani sono però eseguiti quasi tutti con un arrangiamento più incisivo e un ritmo più incalzante rispetto agli originali in studio.

## Tracce
1. Exciter (Rob Halford, Glenn Tipton) - 5:32
2. Running Wild (Tipton) - 2:49
3. Sinner (Halford, Tipton) - 7:29
4. The Ripper (Tipton) - 2:34
5. The Green Manalishi (With The Two Pronged Crown) (Peter Green) - 3:12
6. Diamonds And Rust (Joan Baez) - 3:29
7. Victim Of Changes (Al Atkins, Halford, K.K. Downing, Tipton) - 7:05
8. Genocide (Halford, Downing, Tipton) - 7:15
9. Tyrant (Halford, Tipton) - 4:27

### Tracce bonus nella ristampa del 2001
1. Rock Forever (Halford, Downing, Tipton) - 3:27
2. Delivering the Goods (Halford, Downing, Tipton) - 4:07
3. Hell Bent for Leather (Tipton) - 2:40
4. Starbreaker (Halford, Downing, Tipton) - 6:00

## Formazione
- Rob Halford - voce
- K.K. Downing - chitarra
- Glenn Tipton - chitarra
- Ian Hill - basso
- Les Binks - batteria